# Amazing (Lied)
Amazing ist ein Lied der russisch-estnischen Sängerin Tanja. Das am 10. Januar veröffentlichte Lied wurde im Rahmen der Vorentscheidung Eesti Laul 2014 ausgewählt, Estland beim Eurovision Song Contest 2014 zu vertreten. Im ersten Semi-Finale des Eurovision Song Contests erreichte Estland mit 36 Punkten und dem zwölften Platz nicht das Finale.